# Limnozetes pustulatus
Limnozetes pustulatus är en kvalsterart som beskrevs av Sandór Mahunka 1987. Limnozetes pustulatus ingår i släktet Limnozetes och familjen Limnozetidae. Inga underarter finns listade i Catalogue of Life.